# Trichocentrum obcordilabium
Trichocentrum obcordilabium là một loài thực vật có hoa trong họ Lan. Loài này được Pupulin miêu tả khoa học đầu tiên năm 1998.